# Jaczno (Białoruś)
Jaczno (biał. Ячнае, Jacznaje; ros. Ячное, Jacznoje) – wieś na Białorusi, w obwodzie mińskim, w rejonie stołpeckim, w sielsowiecie Zajamno.

## Historia
W dwudziestoleciu międzywojennym leżało w Polsce, w województwie nowogródzkim, w powiecie stołpeckim, w gminie Stołpce. W 1921 miejscowość liczyła 832 mieszkańców, zamieszkałych w 151 budynkach, w tym 455 Białorusinów i 377 Polaków. Wszyscy mieszkańcy byli wyznania prawosławnego.
Po II wojnie światowej w granicach Związku Sowieckiego. Od 1991 w niepodległej Białorusi.